# Synthopsis caelata
Synthopsis caelata är en snäckart som först beskrevs av Powell 1930.  Synthopsis caelata ingår i släktet Synthopsis och familjen Cerithiopsidae. Inga underarter finns listade i Catalogue of Life.